# ジョージ・ベイカー (オランダの歌手)

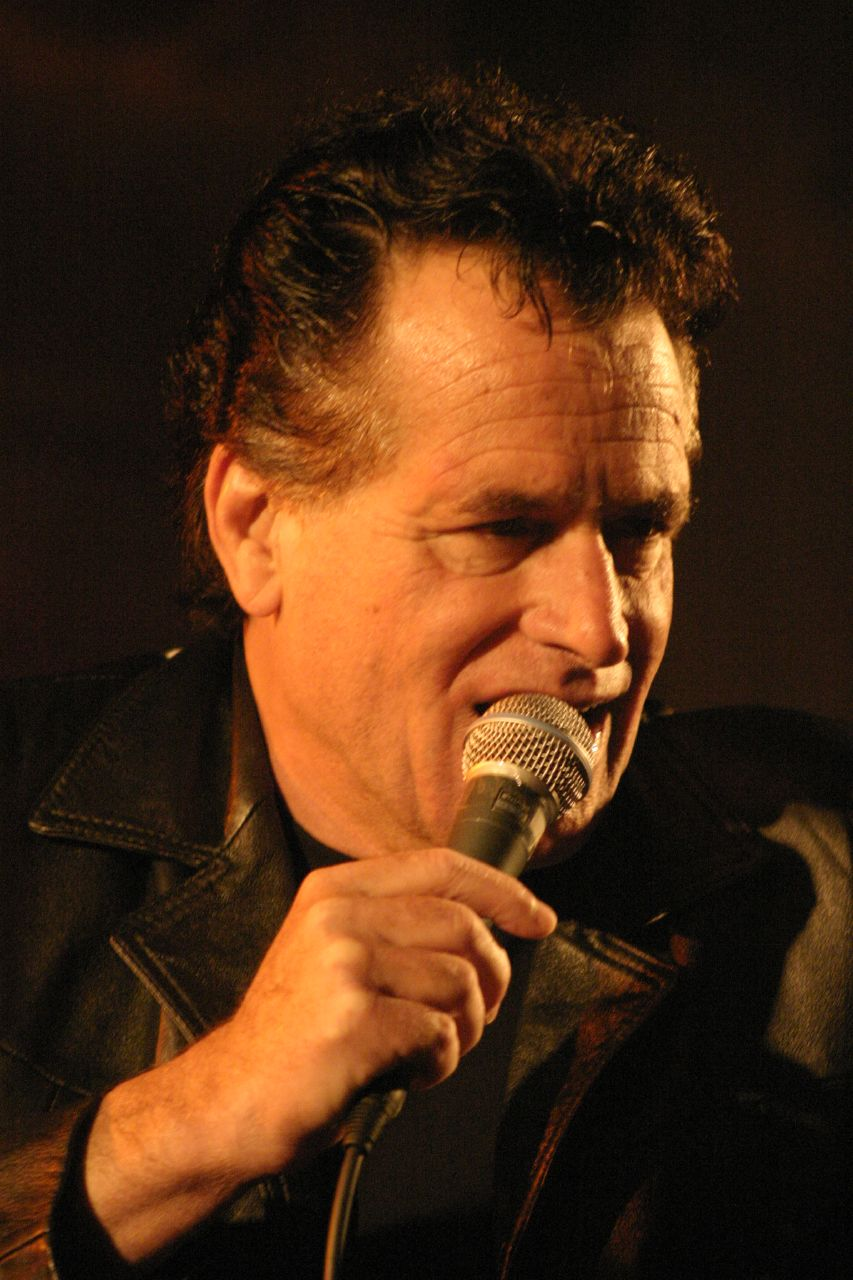
ジョージ・ベイカー

ジョージ・ベイカー（George Baker、本名：Johannes Bowens、1944年12月8日 - ）は、オランダ・ホールン出身の歌手。

## 来歴
1967年にSoul Inventionなるバンドに参加。このバンドは後に George Baker Selection と名前を変え、1969年にデビュー・シングル「リトル・グリーンバッグ」（Little Green Bag）をリリース。このシングルはアメリカ・ビルボード誌のBillboard Hot 100の21位を記録するヒットとなり、翌年リリースされた同名アルバムもヒットした。1975年には "Una Paloma Blanca"（スペイン語で“白い鳩”を意味する） がドイツやスウェーデンをはじめとするヨーロッパの各国でチャートの1位を獲得した（アメリカのBillboard Hot 100でも26位を記録するヒットとなり、日本でも田中星児が日本語盤を吹き込んだ）。バンドはのちに1978年に解散。以降はソロで活動するが、1985年にNew George Baker Selection を結成、1989年まで活動した。1989年以降は再びソロ活動を行っている。
代表曲「リトル・グリーン・バッグ」は、1992年に公開された映画「レザボア・ドッグス」の主題歌に起用された他、サントリーから1998年に発売されたウイスキー、リザーブ10年・シェリー樽仕上げや、TOYOTA・マークX、2018年にはキリン・本麒麟のCMなどでも使用された。この他にも「爆笑レッドシアター」（フジテレビ）、「ぷぁぷぁ金星」（秋田朝日放送制作、秋田県のみのローカル放送である）のオープニングテーマとして使用されている。